# كيفن سوربو
كيفن سوربو (بالإنجليزية: Kevin Sorbo)‏ هو ممثل أمريكي وُلد في 24 سبتمر عام 1958. عُرف بتأديته لدور هرقليز في مسلسل هرقل والرحلات الأسطورية وقيامه أيضًا بدور كابتن دايلان هانت في مسلسل أندروميدا وقام بدور كال في مسلسل كال الغازي.

## بداية حياته
ولد كيفن سوربو في موند في ولاية مينسوتا لأسرة لوثرية. عملت أرديس، والدة كيفن، بالتمريض وعمل والده بتعليم الرياضيات و
الأحياء في مدرسة ثانوية. وترجع أصول الده إلى النرويج، أما والدته فلهاأصول إنجليزية وألمانية واسكتلندية.
أتمم كيفن دراسته الثانوية في مسقط رأسه بولاية مينسوتا ثم التحق بجامعة مورهيد بنفس الولاية حيث تخصص في مجال التسويق والإعلان. بدأ كيفين بالعمل عارض أزياء للطباعة والدعايا التليفزيونية عام 1980 للمساعدة في تسديد الرسوم الدراسية.

## مجال العمل
بدأ سوربو مهنة التمثيل عام 1986 ضيفًا ف عديد من المسلسلات التليفزيونية مثل مسلسل الأول والعاشر والجريمة كما كتبتها والمسلسل البوليسي المفوض. فشل سوربو في الوصول إلي دين سان الذي قام بدور سوبرمان في لويس وكلارك، المغامرة الجديدة سوبرمان وكان منافسًا محتملًا للقيام بدور ملدر في الملفات الغامضة لكن الذي قام بهذا الدور هو ديفيد دشوفني.
ذاع صيته عام 1994 عندما لعب دور هرقل في فيلم تلفزيوني هرقل ونساء الأمازون. كان هذا الفيلم الحلقة الأولي من سلسلة الأفلام التلفزيونية وكان بمثابة حلقة تجريبية من هرقل : الرحلات الأسطورية (مسلسل)الذي استمر من عام 1995 إلي عام 1999. أخرج سوربو أيضًا عددًا قليلًا من حلقات المسلسل. في الوقت نفسه حل سوربو ضيفًا بشخصية هرقل علي مسلسل زينا: الأميرة المحاربة في بعض حلقات المسلسل (1995-2001)وقدم صوت هرقل في فيلم فيديو مستخدمًا تقنية تحريك صور وهو فيلم هرقل وزينا وفيلم الرسوم المتحركة معركة جبل أوليمبوس.
خلال فترة عرض هرقل لعب سوربو دورًا سينمائيًا رائدًا في الفاتح كول (1997).
بعد وصول هرقل إلي نهايته لعب سوربو دور البطولة في مطاردة كابتن ديلان في سلسلة الدراما لخيال العلمي أندروميدا منذ عام 2002 إلي عام 2005. أما في عام 2006 لعب دورًا متكررًا في الموسم الأخير من ذا أو سي (مسلسل). وحل ضيفًا علي المسرحية الهزلية رجلان ونصف (مسلسل). في عام 2007 قام ببطولة فيلم فيديو المشي طويلًا الذي كان بمثابة تكملة للفيلم الذي صٌدر عام 2004. كرر سوربو دوره في النسخة المكملة للفيلم لون جاستس الذي تم اصداره بعد ذلك بعام. مثل أيضًا في قناة أخر فرصة، مقهي الأفلام الدائم، فيلم الملاك المنتقم هولمارك. شاركته في ذلك زوجته سام جينكيز وتألق الضيوف باونتي هانتر في حلقة من الموسم الثاني لباونتي هانترز من سلسلة سايك (مسلسل). ظهر في عام 2008 في فيلم المحاكاة الساخرة قابل الإسبارطيين والذي حقق نجاحًا باهرًا في شباك التذاكر علي الرغم من توجيه النقد له. لعب سوربو أيضًا دور البطولة في ألبار بيون مخرجًا حكايات وأفلام خيال علمي لإمبراطورية مصاصي الدماء القديمة.
في مقطع عرضي من المسلسل التلفزيوني هرقل الذي نُشر في عام 2010 صور سوربو شخصية دوبلغنجر الشريرة لشخصيته المعتادة قائلًا «انتظر لحظة» «هذاليس عالمي» «مخيب للآمال»! بسبب الصوت غير المتلازم مع الحركة أسيء فهم هذا المشهد كأن سوربو يقرأ بصوت عالي في إتجاه المسرح «مخيب للآمال». في عام 2013 أوضح سوربو في مقابلة له أن «مخيبة للآمال» لم ترد في النص بل كان كنوع من كسر الطابع الروتيني للشخصية كمزحة بينه وبين طاقم العمل. قد عاد إلي مشهد من سمكة تدعى وندا (فيلم) الذي لعب فيه دور أوتو الممثل كيفين كلاينالذي صرخ «مخيبة للآمال» في شيء من الإحباط.
تولي سوربو منصب المنتج التنفيذي ونجم فيلم حقل هابيل عام 2012. في عام 2012 أيضًا ظهر سوربو في حلقة من مشاهير قصص الأشباح ليسرد تجربة لديه في ولاية مينيسوتا بعد فترة وجيزة من تخرجة في الكلية. ادعي أنه رأي هو وصديقته شبح عروس البحيرة البيضاء، المرآة التي من المفترض أنها ماتت يوم زفافها قتلًا علي يد حبيبها السابق.
قام سوربو بتأدية صوت أحد الأبطال الأساسين بروميثيوس في ألعاب وي. عاد سوربو إلي دور هرقل في تصوير أكثر شرًا في لعبة إله الحرب 3 الذي صدر بلاي ستيشن 3 3 مارس عام 2010.
في يوليو عام 2013 قام سوربو مع زوجته سام بتقديم الصوت للشخصيات في لعبة مملكة الكلاودبيري. أما في عام 2014 شارك سوربو في الإله لم يمت، فيلم مسيحي يصور ملحدًا يطلب من طلابه بالتبرأ من دينهم في اليوم الأول لتدريسه لهم.

## الحياة الشخصية
في 5 يناير عام 1998 تزوج سوربو الممثلة سام جنكيز التي التقي بها في العام السابق عندما كانت ضيفة شرف في مسلسل هرقل. لديهم ثلاثة أطفال: بريدون كوبر (وُلد عام 2001) وشين هاكين (وُلدت عام 2004) واكتافيا فلاين (وُلدت عام 2005). يشغل سوربو منصب المتحدث باسم منظمة عالم صالح للأطفال ورئيسًا لها، هي منظمة غير هادفة للربح تقوم بتدريب المراهقين ليصبحوا موجهين ومرشدين للأطفال الأصغر سنًا.
في أواخر عام 1997 بينما كان سوربو في جولة إعلامية للفاتح كول وبين الفصلين الرابع والخامس من هرقل شهد سوربو أم الدم وهي عبارة عن تمدد للأوعية الدموية مما سبب له سكتة لثلاث مرات. ونتيجة لذلك المرض كان سوربو ضعيفًا لمدة سنوات قليلة من بعد مرضه. بقي مرض وحالة سوربو سرًا حتي تعافي من مرضه. خلال الموسمين الأخيرين من هرقل (الموسمين الخامس والسادس اللذان بثا في عام 1998 و 1999، كان سوبو ينظم لنفسه جدول بسيط لإستيعاب حالته وظهر في هذا الوقت عددصا كبيرًا من ضيوف الشرف في مسلسل هرقل لتقليل مهام سوربو وتقليل ظهوره. تلك السكتات اندلعت عندما حدث خلل في تقويم العمود الفقري وأنتج ذلك عن وجود تمدد للأوعية الدموية في كتفه مما سبب تلك السكتات مسببة لسوربو خسارة 10% من نظره والضعف وإختلال التوازن والصداع النصفي. في عام 2011 في سيرته الذاتية القوة الحقيقة كشف سوربو تفاصيل إصابته وكيف ساعدته زوجته شام في الشفاء.
ينتمي سوربو إلي مسيحيون ويعتقد أن آرائه الدينية جعلت هوليوود تحد من حياته المهنية ومجال عمله. يعتبر سوربو نفسه مستقلًا من الناحية الساسية، ينتمي إلي ليبرتارية ولكنه أعرب عن رغبته في الفلسفة التحررية.
في أغسطس عام 2014 أجري سوربو مداخلة تليفونية في برنامج بيتر هيك الإذاعي الذي ناقش خلاله نوح (فيلم 2014) وكاتبه ومنتجه ومخرجه دارين أرنوفسكي. علق سوربو علي عدم جدية هوليوود في أفلام الكتاب المقدس كما وضح دارين أرنوفسكي يصبحوا ملحدين  والتي ساهمت في عمل قصة العهد القديم من نوح: «أفهم جيدًا لماذا لا يريدون التعامل مع العهد الجديد في هوليوود لأنه كما تعلمون أنه يتم تشغيله من عالم يضم عدد كبير من اليهود وفي الوقت ذاته علي الأقل يمكنك الحصول علي شخص واحد لديه معتقدات أن الإمكانية متاحة ويمكن أن تكون قصة حقيقية.» 

## قائمة الأفلام

### الممثل
| السنة                              | العنوان                                          | الدور               | الملاحظات  |
| ---------------------------------- | ------------------------------------------------ | ------------------- | ---------- |
| 1992                               | الحالة: نقدي                                     | دكتورتدواس          |            |
| 1994                               | ذبح الأبرياء                                     | جون ويلسون          |            |
| هرقل والفتاة الامازونية            | هرقل                                             |                     |            |
| هرقل والمملكة المفقودة             |                                                  |                     |            |
| هرقل ودائرة النار                  |                                                  |                     |            |
| هرقل في أرض الأموات                |                                                  |                     |            |
| هرقل في المتاهة                    |                                                  |                     |            |
| 1995–1999                          | هرقل : الرحلات الأسطورية (مسلسل)                 | 111 الحلقة          |            |
| 1997                               | كول الفاتح                                       | كول                 |            |
| 1998                               | هرقل وزينا- فيلم رسوم متحركة: معركة جبل أوليمبوس | هرقل                | صوت فقط    |
| 2000–2005                          | مسلسل أندروميدا                                  | كابتن ديلان هانت    | 110 الحلقة |
| 2004                               | أدم                                              | الأب دان            |            |
| 2007                               | المشي طويلًا: التكملة                             | نيك بريسكوت         |            |
| المشي طويلًا - لون جاستس            |                                                  |                     |            |
| شيئًا في الأعماق                    | الأب دوغلاس                                      |                     |            |
| الملاك المنتقم (2007 فيلم تلفزيوني |                                                  |                     |            |
| 2008                               | قابل الإسبارطيين                                 | كابتن               |            |
| الحمي                              | بريستون بيجر                                     |                     |            |
| كارول الأمريكي                     | جورج                                             |                     |            |
| لا تبكي أبدًا                       | ريد تاكر                                         |                     |            |
| 2009                               | حكايات الإمبراطورية القديمة                      | أيدان               |            |
| ماذا لو... (فيلم ماذا لو           | بين واكر                                         |                     |            |
| النار السفلي                       | جاك ديننج                                        |                     |            |
| التناقض                            | سين نالت                                         |                     |            |
| الصواعق                            | تيد برادلي                                       |                     |            |
| ولف كانيون                         | ريك                                              |                     |            |
| 2010                               | حكايات الغمبراطورية القديمة                      | أيدان               |            |
| رداء سانتا                         | سانتا كلوز                                       |                     |            |
| بول بوي: الغرق والغضب              | سال باندو                                        |                     |            |
| 2011                               | وج بوي: ملوك ميكونوس                             | بيبرلويجي           |            |
| حوليا اكس                          | الغريب                                           |                     |            |
| 2012                               | ملاك الكرسمس                                     | دكتور ناسان         |            |
| حقل هابيل                          | هابيل                                            | المدير التنفيذي     |            |
| 2014                               | ليلة طويلة                                       | دكتور مارتن فريلاند |            |
| الناجي                             | كابتن هانتر                                      |                     |            |
| الإله لم يمت                       | رادسون                                           |                     |            |
| The Extendables                    |                                                  |                     |            |
| 2015                               | نداء للأبطال                                     | جوين باي            |            |
| شاركنيدو 3: أوه هيل نو!            | كولونل توني                                      |                     |            |

### المنتج
| السنة     | العنوان    | الملاحظات |
| --------- | ---------- | --------- |
| 2001–2005 | أندروميدا  | منتج منفذ |
| 2009      | ولف كانيون |           |
| 2014      | ليلة طويلة |           |

### المخرج
| السنة | العنوان                          |
| ----- | -------------------------------- |
| 1995  | هرقل : الرحلات الأسطورية (مسلسل) |

### ألعاب الفيديو
| السنة | العنوان           | الدور    | الملاحظات |
| ----- | ----------------- | -------- | --------- |
| 2009  | القناة            | برومثيوس | صوت فقط   |
| 2010  | إله الحرب 3       | هرقل     | صوت فقط   |
| 2012  | ضخام السماء1      | كراشور   | صوت فقط   |
| 2013  | ضخام السماء2      | كراشور   | صوت فقط   |
| 2013  | مملكة الكلاودبيري | بوب      | صوت فقط   |
| 2014  | ضخام السماء3      | كراشور   | صوت فقط   |
| 2015  | سمايت             | هرقل     | صوت فقط   |
| 2015  | ضخام السماء       | كراشور   | صوت فقط   |

## روابط خارجية
- كيفن سوربو على موقع IMDb (الإنجليزية)
- كيفن سوربو على موقع ميتاكريتيك (الإنجليزية)
- كيفن سوربو على موقع روتن توميتوز (الإنجليزية)
- كيفن سوربو على موقع ألو سيني (الفرنسية)
- كيفن سوربو على موقع أول موفي (الإنجليزية)
- كيفن سوربو على موقع قاعدة بيانات الأفلام السويدية (السويدية)
- كيفن سوربو على موقع إن إن دي بي (الإنجليزية)
- كيفن سوربو على موقع قاعدة بيانات الفيلم (الإنجليزية)
- كيفن سوربو على موقع ليتربوكسد (الإنجليزية)
- كيفن سوربو على موقع كينوبويسك (الروسية)